# Pseudamatonga carinicrus
Pseudamatonga carinicrus is een rechtvleugelig insect uit de familie Euschmidtiidae. De wetenschappelijke naam van deze soort is voor het eerst geldig gepubliceerd in 1909 door Schulthess Schindler.